# Idiotrochus kikutii
Idiotrochus kikutii is een rifkoralensoort uit de familie van de Turbinoliidae. De wetenschappelijke naam van de soort is voor het eerst geldig gepubliceerd in 1941 door Yabe & Eguchi.